# Bruce Ackerman
Bruce Arnold Ackerman (ur. 19 sierpnia 1943) – amerykański prawnik, politolog i filozof polityczny, profesor Uniwersytetu Yale.

## Życiorys
Jego przodkowie pochodzili z Łodzi. Wychowywał się w Nowym Jorku.
Ukończył znaną niepubliczną szkołę prawniczą Yale Law School. Jest konstytucjonalistą i specjalistą od amerykańskiej tradycji politycznej. Zajmuje się też zagadnieniami sprawiedliwości społecznej i problemami liberalnej teorii państwa.
Napisał m.in. książki Social Justice in the Liberal State (1980) oraz, wydaną także w Polsce, Przyszłość rewolucji liberalnej (1992, wyd. pol. 1996).